# IC 5077
IC 5077 је спирална галаксија у сазвјежђу Паун која се налази на листи објеката дубоког неба у Индекс каталогу.
Деклинација објекта је - 73° 38' 26" а ректасцензија 21h 8m 54,0s. Привидна величина (магнитуда) објекта IC 5077 износи 14,9 а фотографска магнитуда 15,7. IC 5077 је још познат и под ознакама ESO 47-23, PGC 66197.